# Bernardino Ghisolfo
Bernardino Ghisolfo (o Ghisolfi) (Mantova, 1430 circa – Mantova, febbraio 1517) è stato un architetto italiano.

## Biografia
Noto anche come Bernardo da Piacenza fu figlio di Ghisolfo e nacque a Mantova nel 1430 circa.
Fu architetto alla corte di Francesco II Gonzaga prima e di Ludovico III Gonzaga poi.
Si occupò dal 1490 della costruzione delle residenze estive di Marmirolo e di Gonzaga.

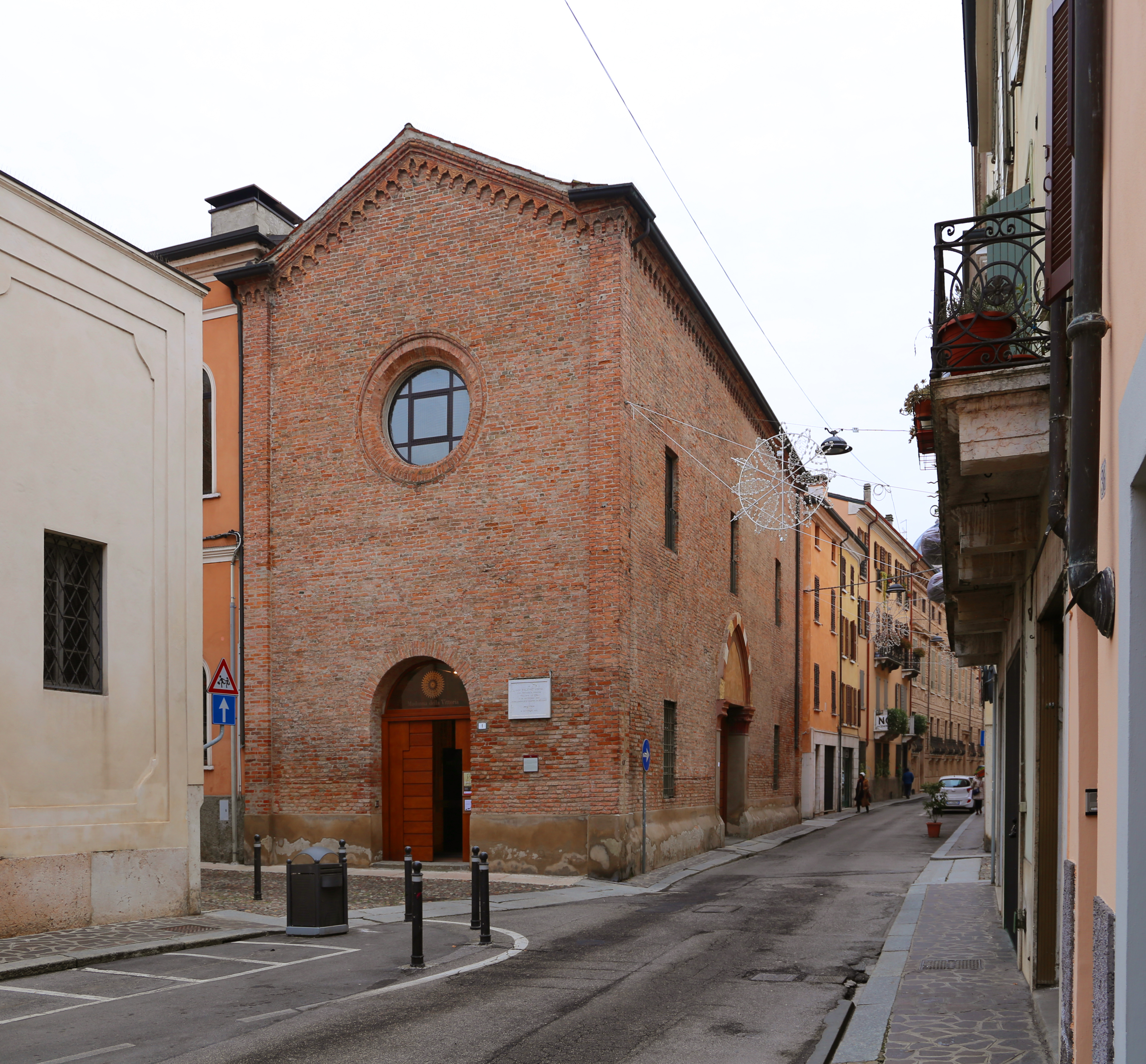
Mantova, chiesa di Santa Maria della Vittoria

Ebbe l'importante incarico della edificazione della Chiesa di Santa Maria della Vittoria a Mantova, costruita tra il 1495 e il 1496 per ospitare l'omonima pala d'altare commissionata ad Andrea Mantegna in occasione della vittoria di Francesco II alla battaglia di Fornovo sui francesi di Carlo VIII.

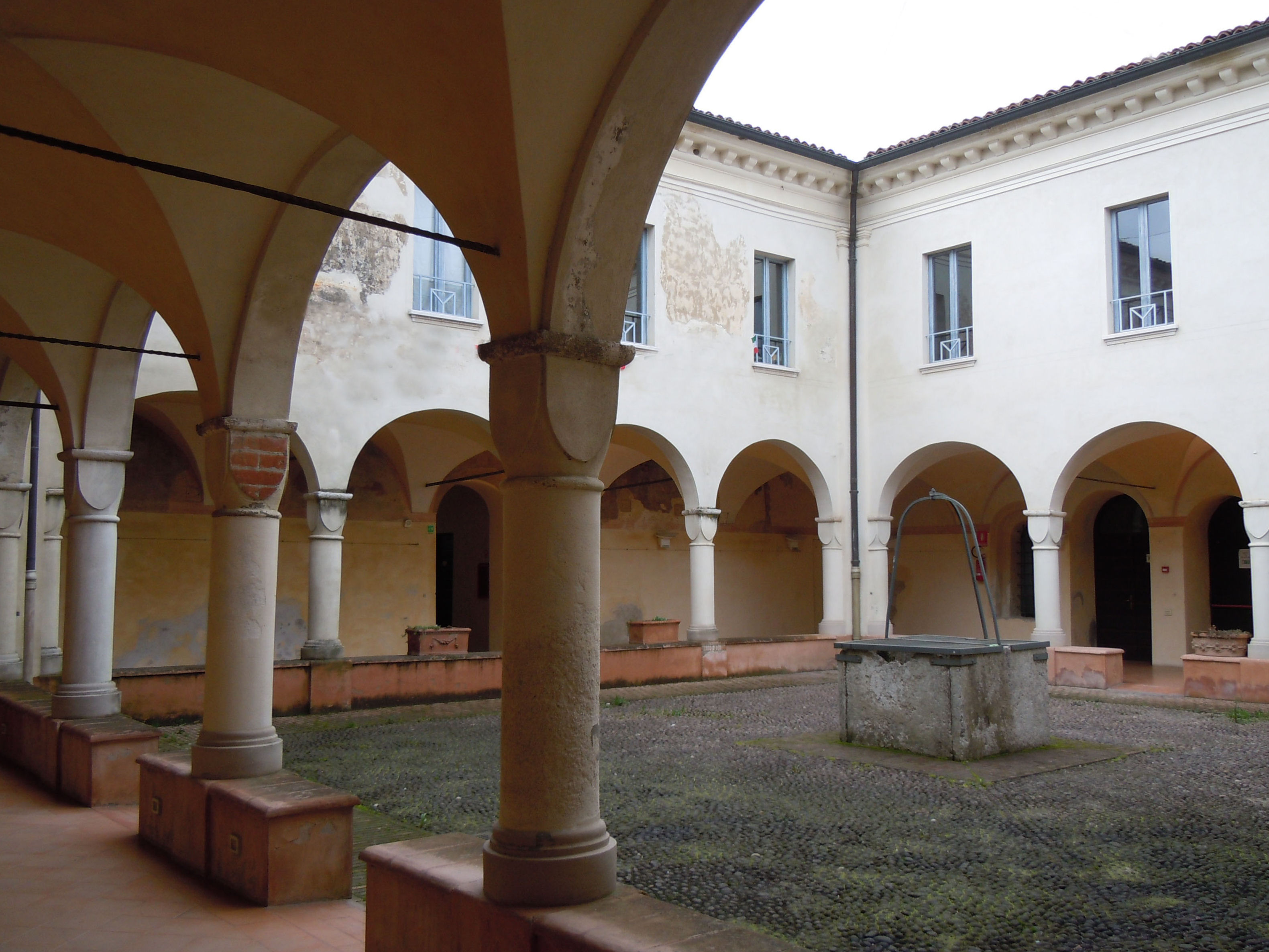
Gonzaga, convento di Santa Maria

Francesco II commissionò a Ghisolfo la costruzione della chiesa di S. Maria (alla quale venne successivamente annesso il convento) a Gonzaga, fondata in memoria di Giovanni Maria Gonzaga perito a Fornovo nel 1495 e destinata alla Congregazione degli Eremiti di Santa Maria in Gonzaga, cui apparteneva il frate Girolamo Redini, consigliere del marchese.
Nel 1507 Ghisolfo seguì in parte anche i lavori, in qualità di sovrintendente, per il palazzo di San Sebastiano a Mantova.
Morì a Mantova nel febbraio del 1517.
Ebbe un figlio naturale, Federico.